# San Lorenzo in Campo
San Lorenzo in Campo è un comune italiano di 3 155 abitanti della provincia di Pesaro e Urbino nelle Marche.
Si trova tra le colline, vicino alla zona archeologica di Suasa Senonum.
È equidistante dal mare Adriatico (Marotta a 25 km) e dall'Appennino Umbro-Marchigiano (Monte Catria).
Il comune si estende in un territorio di 28,69 km², comprese due frazioni: Montalfoglio e San Vito sul Cesano, due borghi dai quali è possibile ammirare un vasto panorama.
Conserva la pianta urbanistica originale con caratteristiche viuzze interne, archi di accesso e mura di cinta castellane con torrioni attualmente privi solo delle merlature.
Nella parte più elevata la rocca, di cui rimangono resti abbastanza leggibili, sotto la quale si apre la piazzetta "Padella". Qui si affacciano il Palazzo della Rovere, sede del Museo Archeologico del Territorio di Suasa e del teatro comunale Mario Tiberini, il cinquecentesco Palazzo Amatori e quello dei principi romani Ruspoli.
A due passi l'Abbazia Benedettina, un bel monumento romanico-gotico.
Bandiera verde dell'agricoltura, vanta tra i prodotti tipici il farro, la cipolla e il castagnolo.

## Storia
La nascita del centro abitato di San Lorenzo in Campo va ricondotta alla vicina città romana di Suasa, e in particolare alle fasi legate al suo abbandono, definitivo attorno al VI-VII secolo d.C.
A ricreare le condizioni per una ripresa sia civile che sociale dei territori furono, tra l'VIII e il IX secolo, le istituzioni monastiche. Fu il monastero benedettino di San Lorenzo, almeno attorno al IX secolo, a esercitare una funzione di riorganizzazione della intera vallata.
Dei documenti sembrano attestare la presenza precedente di un eremo. Il primo nome dell'abbazia sembra essere stato San Lorenzo in Silvis (nei boschi).
Il monastero divenne il centro degli interessi della popolazione che si organizzò, sul promontorio vicino, in un abitato stabile.
L'insediamento divenne poi un vero e proprio borgo fortificato, dotandosi di mura di cinta con torrioni e di una possente rocca, costruita nella parte più elevata.
Il castello fu dominato (XIII secolo) dalla Santa Sede e da Fano, successivamente dipese dal Rettorato della Marca. Nella metà del ‘300 fu assoggettato da Galeotto Malatesta. Alla fine del 1300 vi si stabilì la signoria dei Gabrielli, Conti di Montevecchio. All'inizio del '500 il castello entrò nell'orbita della famiglia dei Della Rovere.
Sotto la signoria dei Medici, il castello fu incendiato (1516) dalle truppe di Lorenzo de' Medici.
La morte di quest'ultimo decreta il possesso del castello al Duca Francesco Maria della Rovere (1522). Alla sua morte (1538) passò al primogenito Guidobaldo II che lo lasciò, con Castelleone e altri paesi vicini, al fratello minore Giulio, ordinato cardinale all'età di 14 anni. Giulio della Rovere fece costruire il palazzo ora sede del Museo e del teatro. Il Palazzo fu poi sede Comunale, ospitò le scuole e il carcere.
Al periodo, tra rinascimento e tardo rinascimento, si deve probabilmente la trasformazione della rocca in residenza signorile.
Come doveva essere l'aspetto urbanistico verso la metà del ‘600 si può scoprire dalla celebre veduta acquerellata del pesarese Francesco Mingucci.
Verso la fine del ‘600, all'estinguersi della famiglia Della Rovere, San Lorenzo tornò sotto il dominio della Santa Sede.
Nel 1797 fu invaso dalle truppe rivoluzionarie francesi, alle quali oppose grande resistenza. Ben duemila soldati si scontrarono con i francesi in località Ponte Rotto. Seppur più numerosi i francesi ebbero la peggio.
Con la bolla "Bonum Pastorem" del 23 luglio 1836 papa Gregorio XVI dismembrava i paesi di San Lorenzo in Campo, San Lorenzo Montalfolio e S. Andrea dall'Abbazia di San Lorenzo in Campo aggregandoli alla Diocesi di Pergola. L'Abbazia di San Lorenzo in Campo godeva infatti della prerogativa di essere vere nullius diocesis ossia non soggetta ad alcuna diocesi. Sopprimendone la giurisdizione territoriale in oppida scemata l'abbazia perdette tale prerogativa rimanendo beneficio semplice, ma conservando comunque il titolo di abbazia. Con successiva bolla Bonorum omnium del 20 maggio 1837 papa Gregorio XVI concedette in enfiteusi perpetua l'Abbazia di San Lorenzo in Campo ed i territori di Castelleone e San Gaudenzio in Barbara al Sacro Ordine Cistercense che ne mantenne il possesso fino al 1861 per effetto del decreto di soppressione del 3 gennaio 1861 emesso dal Regio commissario straordinario delle Marche.

### Simboli
Lo stemma e il gonfalone del comune di San Lorenzo in Campo sono stati concessi con decreto del presidente della Repubblica dell'11 settembre 2017.
(D.P.R. 11.09.2017)
Il gonfalone è un drappo partito di bianco e di rosso.
La rappresentazione più antica dello stemma comunale conosciuta è quella scolpita sull'architrave della porta d'ingresso dell'archivio del vecchio municipio e raffigura tre monti ed il lambello a cinque pendenti racchiusi dentro uno scudo sormontato dalla corona ducale, con l'iscrizione "ARCHIVIVM AB ANNO 1643". Un'altra antica immagine si trova disegnata nel manoscritto conservato nell'archivio parrocchiale laurentino dal titolo Catasto della scrittura doppia del 1724. Durante il periodo fascista allo stemma civico fu aggiunto il capo del Littorio, rimosso nel 1943.

## Monumenti e luoghi d'interesse

### Architetture religiose

#### Abbazia Benedettina
È fra i più bei monumenti romanico-gotici esistenti nelle Marche. Costruita tra il VII e il IX secolo dai monaci, venuti da Sant'Apollinare in Classe, sui resti del tempio di Adone con materiale della città di Suasa. Fu elevata a basilica nel 1943 da S.S. Pio XII. È una maestosa costruzione a tre navate. Ha delle arcate a tutto sesto in muratura, sorrette da colonne di granito grigio provenienti dall'Egitto. La copertura è a capriate scoperte; la parte centrale, costituita da tre absidi, è la più antica. Per i suoi rari e pregevoli marmi, di notevole importanza è l'altare maggiore.
Sotto si trova una cripta riportata alla luce nel 1940. Ha al suo interno due crocifissi del 1600 in legno. Conserva dipinti pregevoli come la tela del Ramazzani di Arcevia (1535), raffigurante la "Madonna e Santi" con scene della Passione; la Tavola dell'Agabiti, del 1530, raffigurante San Demetrio e San Lorenzo; la grande tela di Terenzio Terenzi detto il “Rondolino” (fine 1500) che raffigura la Madonna con il Bambino, San Lorenzo, San Benedetto e sullo sfondo il centro storico di San Lorenzo. Si possono ammirare inoltre una tela della Vergine con i quindici Misteri del Rosario di Ercole Ramazzani del 1586 e 14 tele della via Crucis.

#### Chiesa della Pieve (chiesa di San Biagio)
La chiesa parrocchiale dedicata a San Biagio, vescovo e martire del IV secolo, era esistente da tempo imprecisato fuori le mura, fuori dal paese medioevale.
Probabilmente costruita intorno al 1500 fu affidata ad un pievano che era alle dirette dipendenze dei monaci benedettini dell'abbazia. Ed a seguito dei continui diverbi tra il pievano ed i cappellani abbaziali il papa Gregorio XIII, con bolla pontificia in data 8 luglio 1572 eresse la pieve a parrocchia ed esonerò il monastero dalla cura delle anime.
La facciata della Pieve è a mattoni a vista ed ha due pietre arenarie che portano due date: MDLXXXI (1581) e MDCCXVIII (1718), la prima indica l'anno di ultimazione dell'edificio, e la seconda l'anno di un suo successivo restauro.
Nella canonica si conserva dipinto su tela il ritratto del pievano Giovanni Battista Gherardi (1758-1778).
Nei lavori di restauro, eseguiti nel 1984 nella sacrestia della Cappella del Sacro cuore, tra il tetto ed il soffitto, si sono rinvenuti due piccoli affreschi che raffigurano, uno San Rocco con il tradizionale bubbone sulla spalla, il bastone da pellegrino, nel gesto di dare un pezzo di pane ad un cane; l'altro una flagellazione con tre piccole figure: il cristo e i due flagellatori.
La cappella del Sacro Cuore è stata affrescata nel 1932 dal prof. Giuseppe Pauri di Grottamare (1882-1949).
Nel soffitto quattro grandi quadri rappresentano: 'la Cena di Emmaus, il Sacrificio di Melchisedek, Gesù a Betania con Marta e Maria, Il profeta Elia ristorato da un angelo. Notevoli le decorazioni alle pareti, i simboli eucaristici, l'altare dorato, le suppellettili.
L'abside in passato recava una pala d'altare, un dipinto su tela, sostituita successivamente da mons. Francesco Medici con una pregevole vetrata a fuoco con un'immagine di San Biagio in abiti pontificali. Nella pieve è custodito il fonte battesimale.
Sono inoltre da segnalare le tele della Via crucis dipinte dal pittore Laurentino Nunzi Giuseppe.
La XII stazione della Via crucis è stata sostituita con una tela dipinta dal pittore Vittorio Fiorelli nel 1986.
È ben conservato uno storico e pregevole organo meccanico datato 1779 firmato Giovanni fedele Camerte.

#### Chiesa del SS. Crocifisso
La storia della chiesa è da collegare alla storia della scultura lignea del S.S. Crocefisso eseguita da fra Innocenzo da Pietralia in essa custodita. Nel 1650 il consiglio comunale si adunò per decidere l'acquisto di un appezzamento di terreno, adiacente ad una piccola cappella rivolta verso l'attuale via Garibaldi poi abbattuta, per poter costruire un edificio più ampio che potesse accogliere degnamente il SS. Crocefisso.
Nel 1680-81 la chiesa fu ultimata. Nel 1864 i padri cistercensi ampliarono ulteriormente la chiesa sino a raggiungere i bordi dell'attuale viale Regina Margherita e a testimonianza di ciò posero una lapide sopra la porta d'ingresso con la seguente dicitura: “In questo segno vincerai - o Croce, ave unica speranza 1864”.
A San Lorenzo in Campo a questo crocefisso sono state attribuite facoltà miracolose. Ad esso è stato riconosciuto il merito della vittoria dei laurentini sulle truppe francesi nella battaglia del 6 marzo 1797 detta del “Ponte Rotto”.
Nella navata centrale del santuario del SS. Crocefisso, dal prof. Diomede Catalucci, nel 1922 sono stati decorati sei grandi quadri: i quattro evangelisti nei quattro pennacchi della cupola ed in alto le figure degli angeli; nella navata scene velate a tinte opache sull'infanzia di Gesù. Le decorazioni sono esposte in armonia nei soffitti e nelle pareti; gli angeli della cupola tutti decorati da rose giocano tra ombre e luci ricordando una pittura vagamente simbolista.
In uno degli altari laterali della chiesa è sistemata una tela che raffigura San Giacomo apostolo e san Filippo Neri commissionata da don Giacomo Farebbi a Dal Rosa diurna nel XVIII secolo.
Nell'altro altare è stata fatta eseguire da don Domenico Coli al pittore Laudati di Perugia nel XVIII secolo una tela raffigurante San Francesco Saverio, Santa Liberata e Santa Teresa.
I due medaglioni ovali sistemati ai i lati dell'altare furono donati e fatti eseguire dall'Abbate Alberti che curò anche l'ornamento dell'altare maggiore e donò una piccola reliquia della Santa croce e due candelieri d'argento. Attualmente le due antiche tele sono state sostituite, per preservarle da furti, con due dipinti di Vittorio Fiorelli che prendendo probabilmente l'ispirazione dai personaggi del film di Zeffirelli Gesù di Nazaret ha rappresentato il Volto del Cristo sofferente e la Madonna Addolorata.

#### Chiesa della Pieve di San Vito sul Cesano
La chiesa dedicata ai santi Biagio ed Esuperanzio, è stata ristrutturata nel 1792, ed è stata consacrata e benedetta dal vescovo di Fossombrone monsignor Felice Paoli.
È in stile barocco e ad una sola navata. Nel quadro dell'altare maggiore si vede riprodotta la Madonna con il Bambino ed i santi Vito ed Esuperanzio in abiti vescovili. È ornata con gli affreschi di Pietro Paolo Agapiti, asportati dalla Cappella della Confraternita del Sacramento in quanto in completo abbandono e degrado, restaurati nel 1977. L'affresco meglio conservato è quello che si può ammirare nella cappella della Madonna; rappresenta una Madonna con il Bambino, san Pietro, san Giovanni Battista e due angeli musicanti. Appoggiata sulla parete di sinistra della navata è stata posta una sinopia, ovvero un disegno preparatorio per un affresco eseguito sull'intonaco, con tracce di cavallo. Un'altra sinopia di più piccole dimensioni, posta di fronte all'altra, sopra la porta dell'entrata laterale è di difficile interpretazione, il disegno è ricco di linee intrecciate.
Ai lati dell'altare maggiore sono stati sistemati due affreschi, quello di sinistra, è un trittico; al centro una Madonna seduta con il Bambino, ai lati due Santi, l'uno con la mitra e il bastone vescovile; l'altro cinto solo ai fianchi. Delle tre figure rimane solo il corpo, mentre i volti sono cancellati. L'affresco di destra rappresenta una figura di Santo a cavallo, anche in questo, la figura centrale si è cancellata e si intuisce solo dal contorno, mentre lo sfondo risulta essere ancora colorato.

#### Chiesa della Pieve di San Martino a Montalfoglio
La primitiva chiesa della Pieve di San Martino sorgeva fuori dalle mura di Montalfoglio in località Fonte di Piemonte, ma a causa della lontananza dal centro abitato, il cardinale Barberini abbate commendatario dell'abbazia di San Lorenzo in Campo ne autorizzò il trasferimento nel 1657 dentro le mura nella chiesa di Sant'Ubaldo.
Nel 1778 fu deciso, dal Consiglio Comunale di Montalfoglio, la sua completa ricostruzione, forse nello stesso luogo.
La chiesa non presenta pregi artistici di rilievo, ha un'unica navata, ai lati sono disposte simmetricamente quattro cappelle, due per parte. Le decorazione pittoriche dell'abside e delle cappelle dedicate al Sacro Cuore e alla Madonna sono state eseguite dal pittore Igino Guerrieri di Fratte Rosa. Sono ben conservati al suo interno una tela del Settecento circa, raffigurante i Santi Martino ed Ubaldo, ed un quadro della Beata Vergine.
Nella chiesetta è stato collocato a cura del Pievano don Luigi Guiducci, parroco dal 1948 al 1977, un organo costruito da Camerte Giovanni fedele nel 1709.
Adiacente alla chiesa è situato il campanile che provvide a restaurare don Giuseppe Rovelli (1920-1938) nei primi anni del suo priorato. Il campanile è dotato di due campane una di 84 kg di peso dedicata ad onore della Sacra Famiglia ed una di 54,500 kg di peso ad onore di sant'Ubaldo, fuse dalla ditta Francesco De Polis.

#### Pieve Vecchia Monumentale di San Vito sul Cesano
Posta nei pressi della strada che da San Lorenzo in Campo conduce a Pergola è stata costruita presumibilmente intorno all'anno 1000 sopra degli antichi ruderi romani, dai monaci di Sant'Apollinare in Classe di Ravenna, come documentato da una pergamena dell'11 aprile 1037. Sulla sua facciata sono ancora ben conservate delle pietre con decorazioni scultoree di epoca alto medioevale. Nella pianura circostante sono stati rinvenuti i resti di un villaggio preistorico ed intorno alla chiesa sono stati ritrovati resti di tombe alla cappuccina, formelle ornamentali in pietra, steli funerarie, appartenenti ad una necropoli di epoca romana.
All'interno della chiesa è custodito un quadro seicentesco ornato da una cornice barocca che raffigura la Madonna Addolorata, un autentico gioiello.

#### Chiese minori ed altri luoghi di culto
Oltre alla chiesa dell'Abbazia, della Pieve Parrocchiale di San Biagio, del SS. Crocefisso, della Pieve Vecchia di San Vito sul Cesano e delle Chiese Parrocchiali di Montalfoglio e San Vito sul Cesano, dei veri monumenti nazionali per la loro importanza storica, artistica e religiosa, esistono anche Chiese più piccole e modeste.
La popolazione delle campagne a causa delle strade disagevoli, iniziarono a non frequentare più le Chiese dei centri abitati e costruirono delle chiesette rurali, più facili da raggiungere.
La chiesa di San Cristoforo, si erge in una posizione panoramica, in un trivio, a metà strada tra Montalfoglio e San Vito sul Cesano. Costruita in epoca remota, fu demolita nel 1825 perché pericolante; ma a seguito delle continue richieste di riedificazione, da parte della popolazione locale, che colpita da diverse calamità tra cui la grandine, invocava la protezione di San Cristoforo, nel 1842 fu ricostruita. Dietro al piccolo altare risaltava un dipinto del Santo, rubato da ignoti diversi anni fa, oggi sostituito da una nuova immagine di San Cristoforo dipinta su tela dal pittore laurentino Vittorio Fiorelli.
La chiesa della Madonna di Costantinopoli, di modeste proporzioni, è stata eretta presumibilmente nel XVII secolo alla periferia del paese sul lato sinistro della strada che conduce a Montalfoglio. Sul lato opposto si erge una vistosa croce di ferro battuto infissa su un piedistallo in muratura sulla cui facciata era riportata la data di costruzione, che oggi però non si legge più.
La chiesa di San Giovanni è situata in località Miralbello nelle vicinanze della strada provinciale 424.
La cappella della Madonna di Guadelupo è posta in Via Caprile - Farneto su una ridente collinetta da cui si gode un panorama, non se ne conoscono le origini e la storia.
La Cappella dell'Annunciazione è situata all'incrocio tra via Molino e via Rossini; nel suo interno sono custoditi un antico quadro dell'Annunciazione e due tele eseguite recentemente dal pittore laurentino Vittorio Fiorelli.
La Chiesetta di Santa Maria del Piano è posta in via Roncaglia nei pressi della Strada provinciale 424, dietro al piccolo altare è appesa al muro una tela raffigurante la Madonna con il Bambino, attribuita forse erroneamente a Giovanni Battista Ferri di Pergola.
La chiesa di San Severo situata nell'omonima località, custodisce un'immagine della Madonna di Lourdes eseguita dal pittore Vittorio Fiorelli.
Alcune case patrizie laurentine, erano dotate della chiesetta di famiglia, ed ancora sono ben conservate quella nel palazzo Brini detta di Sant'Anna e quella posta nel palazzo Duranti che ormai da tanto tempo non vi si officia più la Santa Messa.
A fianco del palazzo Amatori (oggi Residenza per anziani “Zaffiro”) rimane solo un'artistica facciata di un'antica cappella.
A San Vito sul Cesano rimane ben poco della cappella della Confraternita del SS.mo Sacramento, dalle cui pareti sono stati asportati degli antichi affreschi del XVI secolo, attribuiti a Pietro Paolo Agapiti, ed ora conservati nella chiesa parrocchiale di San Vito.

### Architetture civili

#### Teatro Mario Tiberini

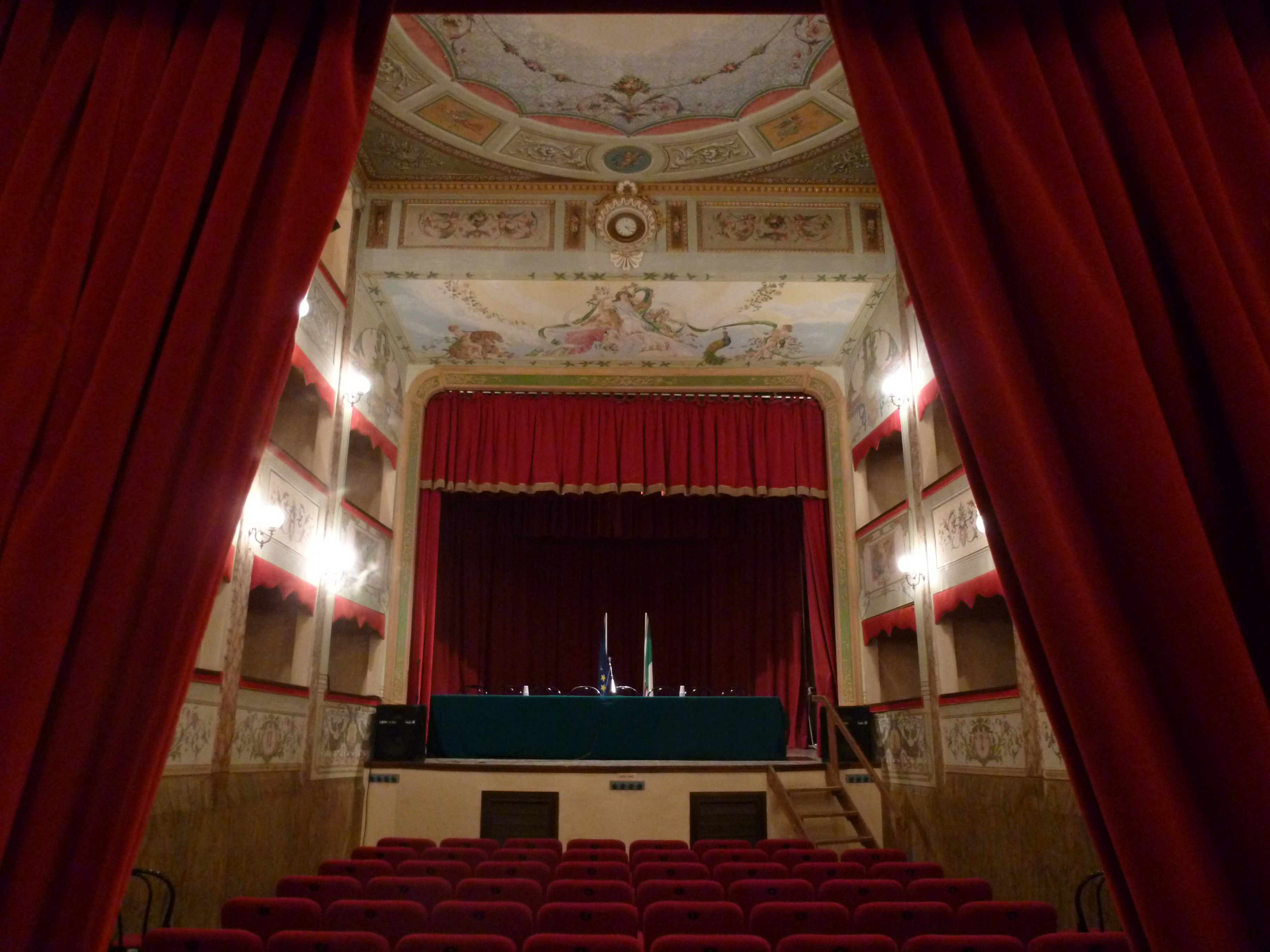
Teatro Tiberini

È uno dei gioielli laurentini. Si trova nel piano nobile del Palazzo della Rovere. È dedicato al celebre tenore locale Mario Tiberini.
La sua costruzione, promossa nel 1813, fu conclusa nel 1816 su disegno del capomastro Luigi Tiberini.
All'inizio fu denominato "Teatro Trionfo". Sembra sia stato ricavato dalla sala da ballo dei della Rovere.
Dopo un accurato restauro è stato riaperto al pubblico nel 1983. Conserva nel suo insieme l'aspetto originario.
Ha due ordini di palchi (25 in totale) con sovrastante loggione a galleria ed è affrescato con decorazioni in stile liberty.
Tutto in legno, presenta una platea a U.
Durante l'anno il teatro ospita una ricca stagione teatrale e diverse manifestazioni, concerti e convegni organizzati sia dall'amministrazione comunale sia dalle associazioni locali.

#### Palazzo Amatori (sec. XV)
Palazzo Amatori può essere definito la “Rocca Laurentina”, le cui origini risalgono al medioevo. Venne costruita nella seconda metà del 1400 dall'architetto militare Francesco di Giorgio Martini di Siena e conserva ancora oggi i bastioni e parte delle mura castellane. Anticamente il castello laurentino, di cui la rocca (Palazzo Amatori) fa parte, è stata la sede del presidiato di San Lorenzo in Campo, cioè un organismo giudico che estendeva la sua autorità da Jesi e dalla vallata dell'Esino fino al fiume Conca. Palazzo Amatori, dopo essere stato in mano di privati a lungo, con anche una parentesi di locale da ballo a metà anni sessanta del secolo scorso, dopo diversi anni in stato di completo abbandono ed incuria, ora completamente restaurato e rifunzionalizzato è sede di una casa di cura per anziani privata. Sul fronte gode di un giardino cinto dai bastioni e della mura castellane, da cui si gode di una vista panoramica che abbraccia l'intera Valcesano.

#### Palazzo Brini (sec. XVIII)
Il palazzo fu fatto costruire nel 700 dai Padri Oratoriani che ne fecero la loro sede e vi stabilirono un oratorio (dei padri oratoriani o Filippini fu Andrea Nicoletti, nato a San Lorenzo in Campo nel 1618, canonico decano di San Lorenzo in Damaso a Roma). Nei primi anni del 1800 il palazzo passò alla famiglia Tomasi-Amatori, che fecero costruire nel luogo ove si trovava l'oratorio, la chiesa di Sant'Anna. L'edificio successivamente passò alla famiglia Brini, da cui prese l'attuale nome, portato in dote dalla contessina laurentina Amatori andata in sposa il 7 agosto 1839 al dottor Gaetano Brini, chirurgo di San Lorenzo in campo, originario di Castel Guelfo in provincia di Bologna. Il palazzo aveva una bellissima entrata, una pregevole scalinata in marmo, un teatrino, con loggiato e palchetti, alcune sale hanno ancora i soffitti affrescati, con immagini raffiguranti scene mitologiche. Al piano terra si trova ancora la chiesa di Sant'Anna, restaurata di recente e dedicata ai caduti di tutte le guerre e che sull'entrata in alto a sinistra è posta ancora una tela rotonda realizzata ad olio raffigurante il Beato Giuseppe Maria Tomasi, duca di Palma e principe di Lampedusa. Probabilmente i Tomasi-Amatori di San Lorenzo in Campo, intendevano vantare un certo legame di parentela con i famosi principi Tomasi di Lampedusa, noti a tutti anche perché uno di essi fu l'autore de Il Gattopardo. È certo invece che la famiglia Tomasi si trasferì da Ancona a Fossombrone verso la fine del 1400 in seguito al matrimonio di un certo Cavalier Tomasi di Ancona con Margherita Amatori nobile donna di Fossombrone, assumendo il doppio cognome di Tomasi Amatori. Nel XVII secolo Claudio Tomasi Amatori ebbe in dono il palazzo ducale di San Lorenzo in Campo dove la famiglia si stabilì e visse fino ai primi anni del 1900, quando si estinse. Attualmente l'edificio è in buono stato di conservazione a seguito di una ristrutturazione completa negli anni 2000.

#### Palazzo Ruspoli (sec. XV)
In adiacenza a Palazzo della Rovere, e quindi facente parte del castello di San Lorenzo in Campo, Palazzo Ruspoli nasce nel suo stesso periodo, come palazzo per utilizzi ausiliari al sistema della rocca laurentina. In seguito la nobile casata dei Ruspoli vi pose la sua dimora e residenza sino ai primi del 900 dello scorso secolo. Attualmente è privato.

#### Palazzo Duranti (sec. XVIII)
Il Palazzo Duranti, era una delle prime abitazioni del paese per chi fosse provenuto dalla costa. Venne trasformato nel 1797, nella battaglia del “Ponte Rotto”, quando i laurentini affrontarono l'esercito francese, in un'autentica fortezza, in quanto circondato da una robusta cinta muraria. Al primo piano all'interno del Palazzo si trova anche una Cappella, nella quale da tempo non si officiano più celebrazioni religiose. La famiglia dei Duranti discende da Guglielmo Duranti Francese, che durante il pontificato di Nicolò III fece costruire la città di Castel Durante oggi Urbania; inoltre la famiglia Duranti godette sin dal 1758 il nobile patriziato di Senigallia e con Pio VII ebbe anche il privilegio di fregiarsi dell'arme pontificia.

### Fontane, lavatoi, sorgente acqua sulfurea

#### La fontana
La fontana pubblica denominata “Della Pieve” è posta nell'incrocio tra via Cavour e via San Demetrio, di fronte alla chiesa della Pieve da cui ne deriva il nome. Lo Zangolini nel suo “Saggio di notizie istoriche con cenni topografici e statistici della terra di San Lorenzo in Campo” afferma che nel 1620 la fontana non c'era; ma nello stesso luogo, sopra ad un piedistallo era situata una statua di marmo scheggiata nella guancia destra. I primi dati che ci permettono di risalire approssimativamente all'epoca di costruzione, risalgono al 19 marzo 1656.
La fontana veniva alimentata dalle sorgenti dei possedimenti dell'abbazia e con il passare del tempo, con aggiunte e miglioramenti la vasca divenne la fontana del paese.

#### I pozzi, le fontane ed i lavatoi
Per abbeverare il bestiame, per irrigare gli orti e per gli usi domestici vicino alle case coloniche venivano scavati dei pozzi, alcuni ricoperti in muratura, da cui si estraeva l'acqua.
Il pozzo più antico di San Lorenzo in Campo è presumibilmente quello situato all'interno del castello, il cui parapetto è stato costruito con antiche lapidi, oggi corrose dal tempo.
Un'altra struttura idrica per l'utilizzo pubblico dell'acqua sono i lavatoi, luogo in cui le donne andavano a fare il bucato. Se ne conservano uno a San Vito sul Cesano in cemento, uno a Montalfoglio sempre in cemento, due a San Lorenzo in Campo: uno in via San Francesco d'Assisi adiacente all'attuale oratorio parrocchiale “L'Aquilone”, costruito nel 1912 con 10 vasche, con delle caratteristiche colonne rotonde in ghisa, l'altro in via Caprile probabilmente più antico, con 4 vasche, costruito in muratura.

#### Le sorgenti di acqua sulfurea
Nel territorio laurentino scorrono acque sulfuree purgative, lassative ed oligo-minerali, dette anticamente “Vichy naturali”. La sorgente è localizzata nei pressi del ponte che attraversa il fiume Cesano, al confine con la provincia di Ancona, sulla strada provinciale che conduce verso Arcevia. Ai primi del XX secolo le sorgenti erano intensamente sfruttate e tale luogo era diventato un ritrovo per laurentini e non solo. Sino ai primi anni 90 del secolo scorso la fonte rimase nel luogo originario, continuando ad essere utilizzata per scopi umani. Negli anni a seguire, le acque della sorgente furono portate sino al Parco di Via Molino. Sono poi sopravvenute norme sanitarie stringenti che ne hanno vietato l'uso umano, da allora le sorgenti sono state abbandonate. È in corso oggi però un recente progetto già in atto, per ritornare allo sfruttamento delle sorgenti, anche in visione di conservazione della memoria storica.

## Società

### Evoluzione demografica
Abitanti censiti

### Etnie e minoranze straniere
Secondo i dati ISTAT al 1º gennaio 2021 la popolazione straniera residente era di 195 persone e rappresentava il 6,1% della popolazione residente. Invece le comunità straniere più numerose (con percentuale sul totale della popolazione straniera) erano:
1. Marocco, 48 (24,62%)
2. Romania, 43 (22,05%)
3. Paesi Bassi, 17 (8,72%)
4. Albania, 14 (7,18%)
5. Ucraina, 10 (5,13%)

## Cultura

### Musei

#### Museo Archeologico del Territorio di Suasa
Il Museo archeologico del territorio di Suasa è allestito all'interno del Palazzo della Rovere. Il percorso consente al visitatore di cogliere l'evoluzione dell'ambiente e del popolamento umano della Valcesano, sino alle soglie del medioevo. Sei le sale espositive, disposte su due piani.
Il percorso didattico è organizzato su due livelli: uno per gli adulti e uno per i ragazzi.

#### Il Museo delle Terre Marchigiane
Il Museo delle Terre Marchigiane è sede della Collezione Straccini. È uno dei migliori musei demoantropologici della zona, testimone della cultura contadina e mezzadrile tra XIX e XX secolo.
Raccoglie più di tremila pezzi. È strutturato in quattro percorsi: "i luoghi della vita" dove sono stati ricostruiti alcuni ambienti della casa rurale del mezzadro; "i luoghi d'incontro" in cui sono mostrati gli spazi dello svago e del contatto con la realtà sociale; "i vecchi mestieri" con le botteghe e i luoghi di lavoro degli artigiani; "le collezioni" con varie sezioni dedicate alla ceramica, agli oggetti in rame e ferro.
Il museo è il risultato di un lungo ed approfondito lavoro di ricerca e conservazione. È stato realizzato per mantenere vivo il ricordo di vecchi mestieri, usanze e abitudini e come luogo d'incontro e studio, aperto a collaborazioni progettuali e didattiche.

### Cucina
La cucina laurentina tradizionale e della storia è fortemente legata alla tradizione ed alla civiltà contadina. È basata su ciò che un tempo i contadini producevano o che avevano a disposizione come: le verdure trovate nei campi, quelle coltivate negli orti, le farine di grano o di mais, i legumi come fagioli, fave, cece, lenticchia, cicerchia; la frutta di stagione, gli animali allevati come il maiale i bovini, le pecore, i conigli le galline i piccioni, le anatre le oche o la cacciagione ed il pesce che anticamente si pescava nel fiume Cesano.
I primi piatti sono di facile preparazione i condimenti sono: il sugo che può essere d'anatra, di coniglio, d'oca, di pollo, lo svampo (un soffritto di dadini di lardo o pancetta e versato bollente sulla pasta), la sapa (mosto bollito) ed il brodo (bollito di carne) ottimo quello di polanca (gallinaccio, tacchino).
primi
- Frescarej: palline di pasta collosa fatta con farina, acqua e prezzemolo.
- Tajatelle: sfoglia fatta con uova e farina tagliata a striscioline e poi cotte in acqua e condite a piacimento.
- Maltajati: quadrelloni fatti come le tajatelle ma tagliati a romboidi mangiati in minestra o asciutti.
- Patacchelle: quadrelli grandi di farina di grano e di mais impastati con l'acqua.
- Tacconi: l'impasto è fatto con farina di grano e di granoturco la sfoglia viene tagliata a striscioline come le tajatelle.
- Pancotto: pane, preferibilmente la crosta, bollito e poi condito con olio d'oliva a freddo.
- Pappardelle: come le tajatelle ma tagliate molto larghe speciali con il sugo di lepre.
- Passatej o J Straccetti: sono un impasto di formaggio pecorino e pane grattugiato insaporito con buccia di limone grattugiata e cotto in brodo.
- Quadej: quadrelli fatti con la pasta delle tajatelle ottimi con i fagioli o i ceci.
- Polenta con la Sapa: polenta fatta con farina di mais cotta in acqua e poi condita con la Sapa (mosto bollito).
- Tajulini: fatti come le tajatelle ma tagliati in striscioline molto sottili, mangiati in brodo o asciutti conditi con lo svampo (soffritto di dadini di lardo o pancetta, versato bollente sui tajulini).
- Cioncioni: impasto per 2/3 di farina di grano e per 1/3 di farina di fave, uova intere e chiare d'uovo; la sfoglia si taglia a striscioline di 3 o 4 millimetri.

I secondi piatti sono caratterizzati dagli arrosti fatti al forno o alla brace con carne di maiale, di castrato d'agnello di coniglio, di pollo, di cacciagione insaporiti con il pillotto (grasso o strutto fuso, fatto colare goccia a goccia sugli arrosti).
secondi
- Braciole di maiale: bistecche di maiale cotte alla brace.
- Braciole di castrato: carne del maschio della pecora cotte in graticola.
- Ciambudej: budella di maiale affumicate sotto il camino.
- Caldalesse: budella di vaccina o altro animale lessate.
- Fegatej: fegato di maiale avvolto nell'animella, insaporito con una foglia d'alloro.
- Lumachelle: lumache in porchetta o condite con spezie e pomodoro.
- Coniglio in porchetta: coniglio condito con finocchio selvatico, pancetta, aglio, olio sale e pepe, vino bianco e cotto a fuoco lento.
- Coniglio o pollo in potacchio: coniglio o pollo cotto in padella a fuoco lento con aglio, rosmarino, pomodoro, olio d'oliva, sale e pepe.
- Spuntature: punte delle costarelle di maiale cotte sulla graticola o messe nei fagioli.
- Uccelletti allo spiedo: uccelli passeracei cotti allo spiedo e insaporiti con il pillotto (strutto fuso, fatto colare sugli uccelletti).
- Gli arrosti e le grigliate di pollo, di coniglio, di maiale, di vaccina.
- Sanguinaccio: sangue di gallinaccio o di cappone o di maiale raccolto in una pentola e poi lessato.
- Frittata: può essere fatta in svariatissimi modi con la salsiccia, con la cipolla, con gli asparagi, con il formaggio pecorino, con il pomodoro.
- Uova a occhio de bove: uova cotte in padella con l'olio il sale ed il pepe.

contorni.
- erbe di campo lessate e poi passate in padella con rosmarino aglio e olio
- Insalata mista erbe di campo o coltivate da mangiare crude condite con sale olio e aceto
- Teja: con le melanzane, pomodori, cipolle, zucchine e patate cotte al forno.
- Bandiera: composta da pomodori, melanzane zucchine, cipolle, patate, peperoni portate in ebollizione in una pentola con acqua sale e olio.

antipasti e stuzzichini.
- Salame, prosciutto, lonza, la coppa, la testa di maiale cotta, le salsicce, il cotechino.
- Panzanella: pane raffermo bagnato con acqua e aceto condito con aglio, prezzemolo, pomodoro sale pepe ed olio.
- Bruschetta: pane abbrustolito sulla graticola e condito con aglio olio e sale.
- Fave di stagione mangiate crude con il sale.
- Fave lesse: fave secche messe successivamente a bagno per più di un giorno in acqua poi lessate o condite con olio e pepe. * Brustoline o Becche o Solmentine: semi di zucca abbrustoliti e salati

Il pane, le cresce e i dolci.
- Il pane è fatto con farina di grano ed è senza sale.
- Pane di Sant 'Antonio: pane insaporito con il pepe, benedetto nel giorno di Sant'Antonio e distribuito alla popolazione.
- Crescia: impasto del pane cotto sulla graticola, ottima con il prosciutto e/o con le erbe cotte. La Crescia se lievitata ed è cotta nel forno è simile alla pizza napoletana. La Crescia dolce è farcita con uvetta passita e canditi è simile al panettone. La Crescia con il formaggio è come la crescia dolce senza canditi ed uvetta ma con aggiunta di pepe e formaggio pecorino. La Crescia con i grascelli pasta del pane, grascelli o cicoli di strutto, un po' di formaggio sale e pepe viene cotta nel forno. La Bocuta pane di farina di granoturco, con uva passa e anici cotto al forno.
- Castagnolo: dolce tipico fatto con pasta all'uovo, lessata e poi cotta al forno o fritta, in diverse varianti, fra cui quella al farro, si serve imbevuto di rosolio e zucchero; da oltre 50 anni a San Lorenzo in Campo il lunedì di Pasqua si svolge infatti la "Sagra del Castagnolo".
- Ciambella: dolce tipico confezionato a forma circolare.
- Cicerchiata: dolce a base di cicerchia, uova, farina, lievito, fritto e poi spalmato di miele.
- Cresciole: dolce tipico di carnevale, porzione di sfoglia circolare fritta in strutto bollente e poi zuccherata.
- Fave dei morti o Favarelle: dolce confezionato con mandorle leggermente amare che si mangiava nei giorni della commemorazione dei defunti.
- Maritozzi: si prepara un impasto con farina, uova, zucchero, olio d'oliva, lievito di birra sciolto nel latte, si lascia riposare per tutta la notte e poi vi si aggiunge l'uvetta sultanina, si lascia lievitare e si cuociono al forno. I Maritozzi con il mosto come sopra con l'aggiunta del mosto in sostituzione dell'uvetta.
- Miaccio o Miaccetto: dolce costituito da sangue di maiale, zucchero, cacao, cannella e buccia d'arancia.
- Sciughetti: dolcetti con mosto d'uva e farina di granoturco
- Caramelle d'orzo.

#### Prodotti tipici

##### Il castagnolo al farro
È stato inserito tra i prodotti tipici della Regione Marche con apposito decreto. Il castagnolo al farro inoltre è stato il primo prodotto a dotarsi della denominazione “De.C.O” – Denominazione Comunale di Origine.

##### Farro
Il farro riveste un carattere fondamentale fra le tipicità laurentine, con due aziende locali pienamente impegnate nella produzione di prodotti finiti e pasta al farro.

##### Cipolla di Suasa
La Cipolla di Suasa è un prodotto tipico coltivato esclusivamente nell'areale di Castelleone di Suasa e San Lorenzo in Campo. Presenta un bulbo dalle tuniche rosacee ed ha un sapore dolce.
Nel 1999 le amministrazioni comunali di Castelleone di Suasa e San Lorenzo in Campo con il contributo della Provincia di Ancona e dell'agenzia ASSAM hanno iniziato un programma di riscoperta, valorizzazione e divulgazione di questo prodotto tipico coltivato almeno sin dall'inizio del Novecento.
L'istituto sperimentale statale di Monsampolo del Tronto ha provveduto alla selezione genetica del seme per individuare l'ecotipo originale e per migliorare la qualità del bulbo.

##### Miele e olio
Nel territorio comunale di San Lorenzo in Campo vi è di tipico anche la produzione di miele, prodotto da aziende locali, che hanno ricevuto riconoscimenti a livello nazionale per la qualità finale del prodotto.
Produzioni di altissima qualità sul nostro territorio sono anche quelle legate all'olio di oliva.

##### Vini
La zona di produzione del vino Pergola D.O.C. è limitata all'area dell'alta e media Valle del Cesano comprendente i territori amministrativi dei comuni di Pergola, San Lorenzo in Campo, Fratte Rosa, Frontone, Serra Sant'Abbondio.
Pergola è la più giovane delle Doc della provincia pesarese, riconosciuta con D.M. 11/07/05, è possibile produrla nelle tre tipologie Rosso, Novello e Passito, utilizzando uve provenienti da vigneti che abbiano come base ampelografica un clone di Aleatico conosciuto come "Vernaccia di Pergola".
Tra gli altri ottimi tipi di vino che si producono nel territorio laurentino sono da segnalare, tra i bianchi, il Verdicchio, il Bianchello o Biancame, il Garofanata; tra i rossi, il Sangiovese, la tipica “Vernaccia” e “Lo Schioppetto”. Degni di nota infine il “Vin-brulè”, vino bianco o rosso portato in ebollizione per aumentare la gradazione alcolica con mele, cannella e scorza di limone, bevuto caldo specialmente in inverno per alleviare il raffreddore. Inoltre vi sono produzioni locali di visciolata.

##### Liquori
“Dondomé”, intruglio di liquori come Mistrà, Rhum, Cognac e caffè, molto apprezzato cappellano Don Domenico Pezza che prese servizio a San Lorenzo in Campo nel 1920 e soprannominato “Dondomé” dai laurentini. Inoltre vi sono produzioni locali di anice e acquavite.

## Amministrazione
| Periodo        | Periodo        | Primo cittadino      | Partito                                                       | Carica  | Note   |
| -------------- | -------------- | -------------------- | ------------------------------------------------------------- | ------- | ------ |
| 26 giugno 1985 | 20 maggio 1990 | Renzo Mancinelli     | Partito Comunista Italiano                                    | Sindaco | [ 10 ] |
| 20 maggio 1990 | 24 aprile 1995 | Renzo Mancinelli     | Partito Comunista Italiano Partito Democratico della Sinistra | Sindaco | [ 10 ] |
| 24 aprile 1995 | 14 giugno 1999 | Luciano Bettini      | Partito Democratico della Sinistra                            | Sindaco | [ 10 ] |
| 14 giugno 1999 | 13 giugno 2004 | Sauro Grottaroli     | Lista civica                                                  | Sindaco | [ 10 ] |
| 13 giugno 2004 | 8 giugno 2009  | Antonio Di Francesco | Centro-sinistra                                               | Sindaco | [ 10 ] |
| 8 giugno 2009  | 26 maggio 2014 | Antonio Di Francesco | Guardiamo al futuro                                           | Sindaco | [ 10 ] |
| 26 maggio 2014 | 27 maggio 2019 | Davide Dellonti      | Lista civica di centro-destra                                 | Sindaco | [ 10 ] |
| 27 maggio 2019 | 10 giugno 2024 | Davide Dellonti      | Lista civica di centro-destra                                 | Sindaco | [ 10 ] |
| 10 giugno 2024 | in carica      | Davide Dellonti      | Rinascita Laurentina (centro-destra)                          | Sindaco | [ 10 ] |

### Gemellaggi
- Svit, dal febbraio 2016.

## Sport

### Calcio
La Laurentina calcio, dopo 2 anni di stop, riprenderà a giocare la stagione 2025/2026 in Terza Categoria marchigiana.